# Nina Wähä
Nina Wähä (ur. 21 marca 1979 w Sztokholmie) – szwedzka pisarka, aktorka i piosenkarka.

## Biografia
Nina Wähä urodziła się i wychowała w Sztokholmie. Jej ojciec w latach 60. przyjechał do Szwecji z Bułgarii, a matka pochodzi z Doliny Torne. Tam właśnie spędzała letnie wakacje z babcią i z wieloma kuzynami, dzięki czemu mogła uczyć się zarówno fińskiego, jak i języka meänkieli.
Ukończyła dwuletnie studia w zakresie kreatywnego pisania na Uniwersytecie w Göteborgu. Pracowała również jako menadżer restauracji i w cateringu.
W 2004 roku Wähä zagrał jedną z głównych ról w filmie fabularnym Daniela Espinosa Babylonsjukan. W 2005 roku zagrała także niewielką rolę w filmie Fyra veckor i juni w reż. Henry'ego Meyera. Wähä jest wokalistką szwedzkiego zespołu pop Lacrosse i opublikowała cztery powieści: S som i syster (2007), Titta inte bakåt (2010), Testament (2019) i Babetta (2022).

## Twórczość literacka
Wähä zadebiutował jako pisarka powieścią S som i syster (S jak w siostra) w 2007 roku. Opowiada ona o relacji między dwiema siostrami, która rozpada się po rozwodzie rodziców, kiedy Paola zostaje z matką, a Isabel, narratorka powieści, z ojcem. Isabel stale przeprowadza się ojcem, który nawiązuje relacje z wieloma kobietami i ostatecznie ginie w pożarze, z którego Isabel zostaje uratowana. Odmienne warunki dorastania i dysfunkcyjna sytuacja rodzinna mają duży wpływ na dorosłą relację sióstr.
W kolejnej powieści, Titta inte bakåt (Nie oglądaj się za siebie) z 2010 roku, młoda kobieta, Sabina, poznaje starszego mężczyznę. W jego mieszkaniu znajduje listy, które razem tworzą scenariusz. Historia w nim przedstawiona opowiada o tym, jak mężczyzna i dwaj jego towarzysze w latach 60. opuszczają komunistyczną Bułgarię, by dostać się do Stanów Zjednoczonych, ale lądują do Rzymu, gdzie w czasie studenckich protestów pojawiają się różne komplikacje. Dzięki Sabinie trzej przyjaciele znów się spotykają.
Wydana w 2019 roku powieść Testamente (pol. Testament, wyd. w Polsce w 2022 roku) rozgrywa się w fińskiej Dolinie Torne i opowiada o rodzinie, którą tworzy despotyczny, chłodny emocjonalnie ojciec, uległa matka i dwanaście dzieci. Annie, która jest drugą najstarszą siostrą z rodzeństwa, odwiedza dom rodziców w święta Bożego Narodzenia. Zdarza się wypadek, po którym Annie próbuje przekonać matkę, by opuściła ojca. Po tym następuje wielowątkowa historia, w której do głosu dochodzą wszyscy bohaterowie i opisują historię rodziny na swój własny sposób. Wähä zdradziła w wywiadzie, że pierwotnie napisała tę powieść jako zbiór opowiadań.
Po świetnie przyjętym debiutanckim Testamencie Nina Wähä powróciła z jeszcze lepszą, wielowymiarową powieścią – Babettą. To wnikliwe studium kobiecej przyjaźni i zazdrości, a jednocześnie hołd złożony kinematografii – opowieść o przemyśle filmowym, #metoo oraz władzy wciąż spoczywającej w rękach mężczyzn.
Wszystkie powieści Wähä zostały dobrze przyjęte przez krytyków i czytelników.  Powieść Testament była nominowana do Nagrody Augusta w 2019 roku. W  tym samym roku  otrzymała również nagrodę De Nios julpris. Testament w 2020 roku uhonorowano Nagrodą Szwedzkiego Radia za Powieść.

## Dzieła
- S som i syster. Stockholm: Nordstedt. 2007.
- Titta inte bakåt!. Stockholm: Norstedt. 2010.
- Testamente. Stockholm: Norstedts. 2019., wydana w 2022 przez Wydawnictwo Poznańskie w tłumaczeniu Justyny Czechowskiej
- Babetta. Stockholm: Norstedts. 2022., wydana w 2023 przez Wydawnictwo Poznańskie w tłumaczeniu Justyny Kwiatkowskiej[11]

## Dyskografia
Z zespołem Lacrosse:
- This New Year Will Be for You and Me. Tapete Records, 2007.
- Bandages for the Heart. Tapete Records, 2009.
- Are You Thinking of Me Every Minute of Every Day? Tapete Records, 2013.

## Filmografia
- 2004 – Babylonsjukan
- 2005 – Fyra veckor i juni